# 芝山さゆり
芝山さゆり（しばやまさゆり、1971年11月18日-）は、三重県生まれ、ウェルネストホーム株式会社代表取締役、世界最高クラスの性能を誇る住宅メーカー「WELLNEST HOME」と、オリジナルメソッドによる人財育成教育事業を主に展開する「WELLNEST」の代表取締役社長を務める女性実業家。

## 概要
1971年（昭和46年）三重県生まれ。暁学園短期大学卒　卒業後に小学校の音楽教師へと進む。
2008年にインパクト(現WELLNEST)を設立。
2010年にコンサルティング会社、株式会社マングローブクリエーションの専務取締役に就任。
2012年早田宏徳(WELLNEST HOME創業者)とWELLNEST HOMEの前身である低燃費住宅を設立。
2016年に低燃費住宅の社長に就任し、社名をWELLNEST HOMEに変更。 WELLは“良い”、WELLNESSは“健康であり続ける”、NESTは“巣”。家づくりは巣づくりであり、家族がいつでも帰ってこられる健康な良い家…という芝山のこだわりが込められた社名である。
人物・エピソード
- 小学生の頃、絶対音感があることがわかり、教師の勧めでピアノ教室に通う。将来ピアニストになることを目指し、遊ぶ時間を削って練習に打ち込む。
- 短期大学時代の教育実習先の幼稚園で人生のメンターに出会う。その姿や言動だけでなく、生き方そのものに惹かれ、いつかこの先生のようなキラキラ輝く女性になると決意。
- 子供が純粋な気持ちで描いた夢を親の都合で諦めさせるのは避けたいと一念発起し、起業することを決意する。
- 3志向(権威・人格・結果)、12の特性指標、自律神経バランスチェックの3つを分析することができるオリジナルのパーソナル診断システムを開発する。「WELLNEST診断」
- フル・アポイントメント(Full Appointment)からなる造語開発者。自分自身のすべての言動、すべての時間が次のアポイントにつながるとするオリジナルメソッド。第一印象、オープンハート、心を動かす、という3つのフェーズを3分33秒で実践し、その中で“伝える、伝わる、伝わらせる”を完結させることを基本とする。
- 住宅が地球の環境*エネルギー問題に大きく影響することに着目し、住環境に於いて世界最高峰のドイツの住宅を学び、その必要性を日本国内へ広める草の根活動を行う。
- 女性のワークスキルを養成するステラアカデミーの主宰、夢を持つことの大切さとそれを叶えるためのメソッドをレクチャーする夢セミナーをはじめとしたセミナー業も精力的に行っている。
- 試しに住むことのできる「試住（しじゅう）」サービスを開発する。顧客にとって性能を体感できることは家づくりの大きな物差しとなり、それが売上にもつながる。(就任初年度は前年比1.2倍の売上)

メディア出演
- ワールドビジネスサテライト（テレビ東京）2019/6/3　快適でしかも省エネエアコン1台で十分ない一戸建て
- プレジデントウーマン（プレジデント社）2019/7/1
- 報道番組ミント（MBSテレビ）2020/1/29　風呂場も家中暖かい最新住宅とはエアコン1台で家中暖かい
- 日経ホームビルダー3月号（日本経済新聞）2020/2/1　長屋*アパートも省エネで差別化
- ニュースチャント（CBCテレビ）2020/2/4　交通事故の5倍！ヒートショックにならない家づくり
- テレポート山陰（山陰放送）2020/2/24　エアコン1台で暖かくなる最先端住宅
- ５時スタ（テレビ愛知）2020/6/26　コロナ禍でも顧客増の秘密は？
- Forbes Japan8月9月合併号（リンクタイズ株式会社）2020/7/22　ゼブラ企業特集
- 財界（財界研究所）2020/7/22　コロナ禍でも住宅が売れる！後悔しない家づくりを～芝山さゆり～
- 日経SDGsフォーラム（日経新聞）2020/11/26　パネリスト
- Forbes Japan　Web（リンクタイズ株式会社）2021/1/5　インタビュー記事
- 株式会社日刊現代　日刊ゲンダイ　人間百景　2021/4/13
- ラグジュアリーマガジン「Precious」 (プレシャス)　「My Action for SDGs」インタビュー記事　芝山さゆり　2022/2/7
- 4/22発行の「北海道建設新聞　深掘り」のコーナー  2022/4/22
- 5/17の「BizHint」の連載記事：”ヒット商品を生む組織”に弊社代表 芝山さゆりの取材記事が掲載されました。
- 6/6の羽鳥慎一モーニングショーに「電力ひっ迫解決のカギ」として、WELLNEST HOMEの超高断熱住宅が取り上げられました。
- 7/13の 「Walkerplus」にて『 日本の未来と子供たちのために、100年住み続けられる家づくりを提案する「WELLNEST HOME」として弊社の取り組みが掲載されました。
- 「日経ビジネス」8月8日号の戦略フォーカスのコーナーでは、100年暮らせる家づくりを追求している弊社を多角的に分析し掲載いただきました。